# Gun Holmquist
Gun Holmquist, folkbokförd Gunvor Matilda Hallnäs, född Holmquist 26 februari 1910 i Adolf Fredriks församling i Stockholm, död 28 augusti 1987 i Hedvig Eleonora församling i Stockholm, var en svensk skådespelare.
Holmquist studerade vid Dramatens elevskola 1930–1932. Hon var gift med tonsättaren Hilding Hallnäs från 1934 till hans död 1984. De är gravsatta i minneslunden på Norra begravningsplatsen utanför Stockholm.

## Filmografi
- 1929 – Den starkaste
- 1931 – Hotell Paradisets hemlighet
- 1932 – Landskamp
- 1954 – En natt på Glimmingehus

## Teater

### Roller
| År   | Roll            | Produktion                                              | Regi               | Teater         |
| ---- | --------------- | ------------------------------------------------------- | ------------------ | -------------- |
| 1928 | Francis Sewell  | Fanatiker Miles Malleson                                | Harry Roeck-Hansen | Blancheteatern |
| 1928 | May Harris      | Mary Dugans process Bayard Veiller                      | Harry Roeck-Hansen | Blancheteatern |
| 1929 | Fifine          | Maya Simon Gantillon                                    | Harry Roeck-Hansen | Blancheteatern |
| 1929 | Pamela Crawford | Så förtjusande människor Michael Arlen                  | Einar Fröberg      | Blancheteatern |
| 1930 | Lise            | Ett dubbelliv Henri-René Lenormand                      | Harry Roeck-Hansen | Blancheteatern |
| 1930 | Alice           | Den heliga lågan W. Somerset Maugham                    | Harry Roeck-Hansen | Blancheteatern |
| 1932 | Mary            | Pickwick-klubben František Langer efter Charles Dickens | Olof Molander      | Dramaten       |
| 1932 | Juliette        | Fröken Jacques Deval                                    | Olof Molander      | Dramaten       |